# Андреев, Константин Константинович (певец)
Андреев Константин Константинович (род. 15 апреля 1971 года, Одесса) — оперный певец (тenore lirico — lirico spinto).

## Биография
Окончил Одесскую консерваторию имени Антонины Неждановой (ныне — Национальная музыкальная академия), класс народного артиста Украинской ССР Николая Огренича. Дебютировал в Одесском театре оперы и балета в опере «Алеко» Сергея Рахманинова.
С 1995 по 1997 год служил в московском театре «Новая опера», где впервые вышел на сцену в партии графа Лестера в опере «Мария Стюарт» Гаэтано Доницетти (дирижёр — народный артист РСФСР Евгений Колобов).
После участия в конкурсе Франциско Виньяса получил стипендию вокальной академии города Кальи (Италия) и продолжил своё вокальное образование с маэстро Марио Мелани.
Вокальный репертуар Константина богат и разнообразен:
- Граф Лестер (опера «Мария Стюарт» Гаэтано Доницетти);
- Рудольф (опера «Луиза Миллер» Джузеппе Верди);
- Дон Карлос (одноимённая опера Джузеппе Верди);
- Радамес (опера «Аида» Джузеппе Верди);
- Винсен (опера «Мирей» Шарля Гуно);
- Фауст (одноимённая опера Шарля Гуно);
- Рудольф (опера «Богема» Джакомо Пуччини);
- Пинкертон (опера «Мадам Баттерфляй» Джакомо Пуччини);
- Калаф (оперы «Турандот» Джакомо Пуччини и «Турандот» Ферруччо Бузони);
- Вертер (одноимённая опера Жюля Массне);
- Нициас (опера «Таис» Жюля Массне);
- Герман (опера «Пиковая дама» Петра Чайковского);
- Дон Хосе (опера «Кармен» Жоржа Бизе);
- Паоло (опера «Франческа да Римини» Сергея Рахманинова, концертное исполнение);
- Принц (опера «Русалка» Антонина Дворжака);
- Манек (опера «Ева» Йозефа Богуслава Фёрстера);
- Иёст Бёрлинг (опера «Рыцари из Экебу» Риккардо Дзандонаи);
- Юноша (опера-поэма «Отравленный сад» Адриана Шапошникова);
- Альфредо («Травиата» Верди);
- Турриду («Сельская честь» П. Масканьи);
- Каварадосси(«Тоска» Пуччини);
- Водемон («Иоланта»  Петра Чайковского);
- Ясон («Медея» Керубини);

Исполнил  партию тенора в «Свадебке» Игоря Стравинского, в «Реквиеме» Джузеппе Верди, в симфонии-кантате «Песнь о земле» Густава Малера, в симфонической поэме «Колокола» Сергея Рахманинова, в кантате «Над Родиной нашей солнце сияет» Дмитрия Шостаковича.
Принимал участие в президентском гала-концерте по приглашению Пласидо Доминго (Вашингтон); концертах, посвящённых Джузеппе Верди (Auditorio Nacional de Música, Мадрид); концерте памяти Евгения Колобова (Москва); концерте Пласидо Доминго (Московский международный Дом музыки); Sferisterio Opera Festival в Мачерате (Италия); праздничном концерте в Кремле; I и II международных фестивалях искусств в Одесской опере; международном фестивале «Мария Биешу приглашает» (Кишинёв).
В 2005 году дал сольный концерт с Роджером Виньолесом (фортепиано) в Лондоне, в 2008 году — сольный концерт из сочинений Джакомо Пуччини и Пьетро Масканьи в Дании.
Сотрудничал с такими дирижёрами, как Евгений Колобов, Рафаэль Фрюбек де Бургос, Владимир Спиваков, Даниэле Каллегари, Юджин Кон, Михаил Плетнёв, Александру Самоилэ и другими.
Выступал с Национальным оркестром Испании (Orquesta Nacional de España), государственным камерным оркестром «Виртуозы Москвы», филармоническим оркестром Радио Франции (Orchestre philharmonique de Radio France) и другими коллективами.
Константин Андреев много лет подряд участвует в оперных постановках театров Лондона, Парижа, Вашингтона, Лозанны, Мадрида, Мельбурна, Москвы, Рима, Таллинна, Монпелье, Франкфурта, Ниццы, Нанси, Новосибирска, Ольборга, Турина, Лейпцига, Бари, Брисбена и других.
Дважды служил в качестве солиста-вокалиста в Одесском национальном академическом театре оперы и балета — в 1993—1995 и в 2013—2015 годах.
В июне 2014 года по приглашению посла Украины в Соединённых Штатах Мексики Руслана Спирина Константин посетил города Ногалес, Эрмосильо и Мехико, где дал несколько сольных концертов и провёл мастер-класс.
В октябре 2014 года Константин исполнил партию Турриду в опере Масканьи «Сельская честь» (концертное исполнение) на сцене Театра оперы и балета города Перми (Россия). В 2015-16 гг. исполнил партии Каварадосси в «Тоске», Дон Хосе в «Кармен» и Турриду в «Сельской чести» на сцене Театра оперы и балета Перми в России, партии Радамеса в «Аиде» на сцене оперы Бухареста в Румынии, Пинкертона в «Мадам Баттерфляй» и дона Хосе в «Кармен» на сцене Одесского национального академического театра оперы и балета (Украина). И также в этом году он исполнил партию Ясона в «Медее» Керубини на фестивале Эгейского моря и партию Водемона в «Иоланте» на сцене Национальной оперы в Праге, Чешская Республика.
В 2017 году Константин выступил с сольным концертом в Одессе (Украина), а также побывал на гастролях в Эстории с оперой "Кармен". В конце 2017 года  его выступление на концерте, посвященном 80-летию его педагога, профессора Николая Огренича, в Одесской национальной  музыкальной академии им.Неждановой произвело настоящий фурор.

## Награды
Является обладателем приза за лучшую интерпретацию русской музыки на Международном конкурсе вокалистов Франсиско Виньяса (Барселона, 1997 год); первого приза на конкурсе вокалистов, проводимом Фондом Герреро (Мадрид, 2000 год); III премии и специального приза за исполнение сарсуэлы на Международном оперном конкурсе Пласидо Доминго Operalia (Лос-Анжелес, 2000 год); первого места на Международном вокальном конкурсе Франсиско Алонсо (Мадрид, 2001 год).

## Семья
Константин вырос в семье моряка. Его отец, Константин Андреев-старший, и его брат, Сергей Андреев, — капитаны дальнего плавания. Константин был дважды официально женат, имеет пятерых детей.